# Mount Vernon (Indiana)
Mount Vernon è una città degli Stati Uniti d'America, situata nello Stato dell'Indiana e in particolare nella contea di Posey, della quale è il capoluogo.